# 景泰站 (北京市)
景泰站，是一个位于中国北京市东城区永定门外街道安乐林路与琉璃井东街交汇处，属于北京地铁14号线的地铁车站。车站于2015年12月26日随14号线中段通车而投入使用。

## 位置
景泰站位于南二环外，安乐林路（东西向）与琉璃井东街（南北向）交汇处，呈东西走向布置。车站因临近景泰蓝艺术博物馆而得名。

## 结构

### 车站楼层
景泰站原计划采用明挖法施工，但由于征地困难，改为暗挖施工。为了缩短车站长度，车站方案更改为地下二层四跨车站，采用PBA暗挖工法施工，为中国首个四联拱PBA施工的车站。车站采用岛式站台设计，车站西端设置有渡线。
| 地面层          | 出入口                     | B－D出入口                       |
| 地下一层 站厅层 | 站厅                       | 客务中心、自动售票机、进出站闸机 |
| 地下二层 站台层 |                            | █ 14号线往张郭庄（永定门外）     |
| 地下二层 站台层 | 岛式站台，左側開门         |                                  |
| 地下二层 站台层 | █ 14号线往善各庄（蒲黄榆） |                                  |

### 站厅

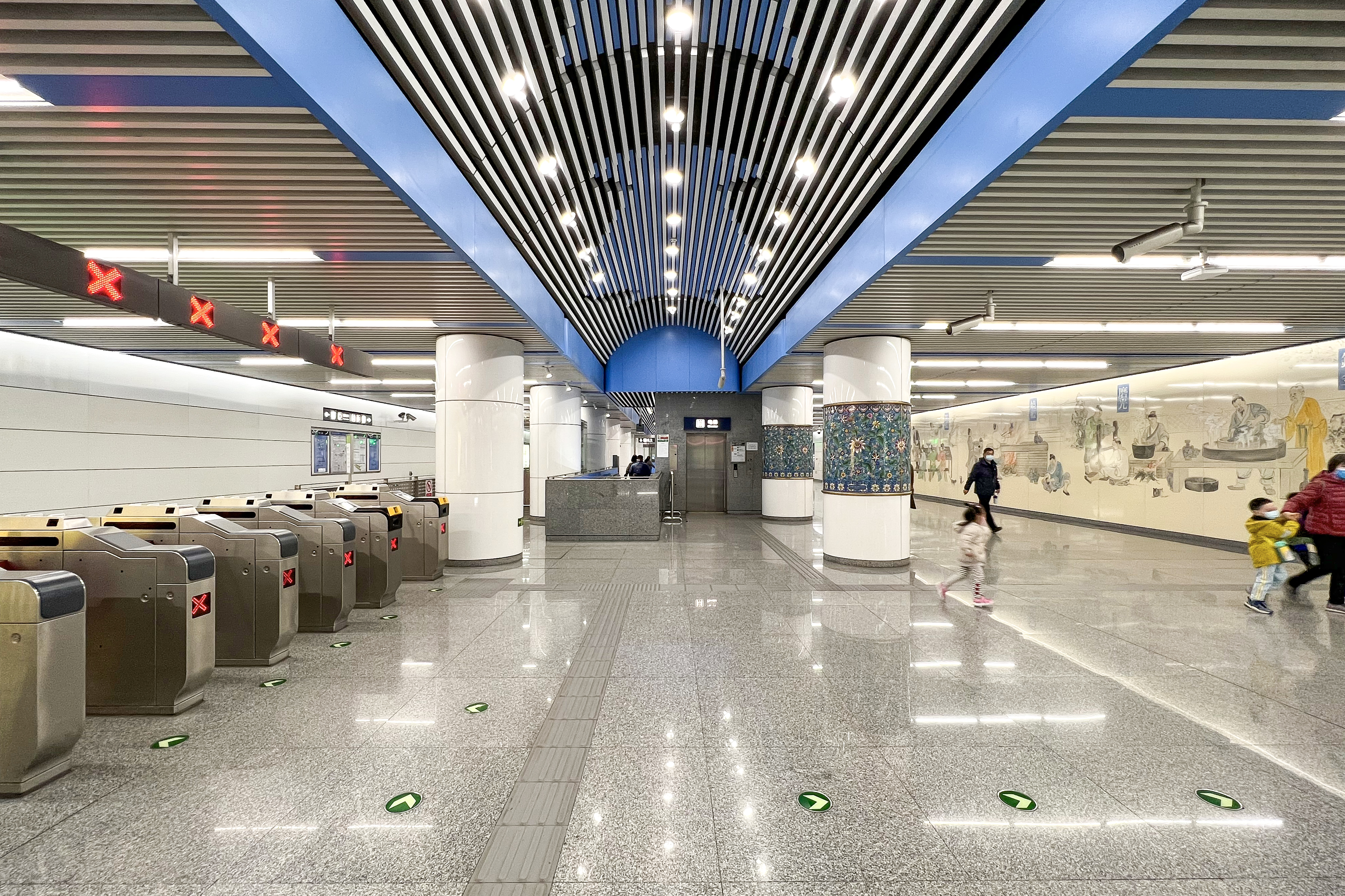
车站大堂，可见立柱的景泰蓝装饰（2022年3月摄）

景泰站的站厅位于安乐林路地下，付费区布置在站厅南侧。站厅南面设有题为《景泰京华》、展现景泰藍制作流程的壁画，部分立柱镶嵌有北京市珐琅厂设计制作的景泰蓝装饰。

### 站台
景泰站设有1个岛式站台，位于安乐林路地底。月台西端设有一条存车线。

站台全景图（2017年8月摄）

## 出入口
景泰站目前开放B、D两个出入口。
|                       |          |                                                                |      |                |
| 编号                  | 指示     | 建议前往的目的地                                               | 图片 | 无障碍设施图片 |
| 出口 · B · 升降机标志 | 杨家园路 | 杨家园路、安乐林路（北侧）、中国景泰蓝艺术博物馆、北京市珐琅厂 |      |                |
| 出口 · D              | 安乐林路 | 安乐林路（南侧）、安乐林中街                                   |      | 不適用         |
| 註： 設有             |          |                                                                |      |                |

## 脚注
1. ↑  规划建设阶段曾称安乐林站。